# Kazakistan all'ABU TV Song Festival
Il Kazakistan ha debuttato solo all'ABU TV Song Festival 2015.  Non ha mai organizzato un ABU Song Festival.

## Partecipazioni all'ABU TV Song Festival
| Anno | Artista             | Lingua | Titolo                         |
| ---- | ------------------- | ------ | ------------------------------ |
| 2015 | Dimaş Qūdaibergen   | Kazako | Daididau                       |
| 2016 | Ayree               | Kazako | Keep Silence                   |
| 2017 | Gazret Yerzhanov    | Kazako | Yapura                         |
| 2018 | Nursultan Zhexenbin | Kazako | I'm inflamed                   |
| 2019 | Dimaş Qūdaibergen   |        | S.O.S d'un terrien en détresse |